# Remiz consobrinus
Remiz consobrinus là một loài chim trong họ Remizidae.